# José Rufo

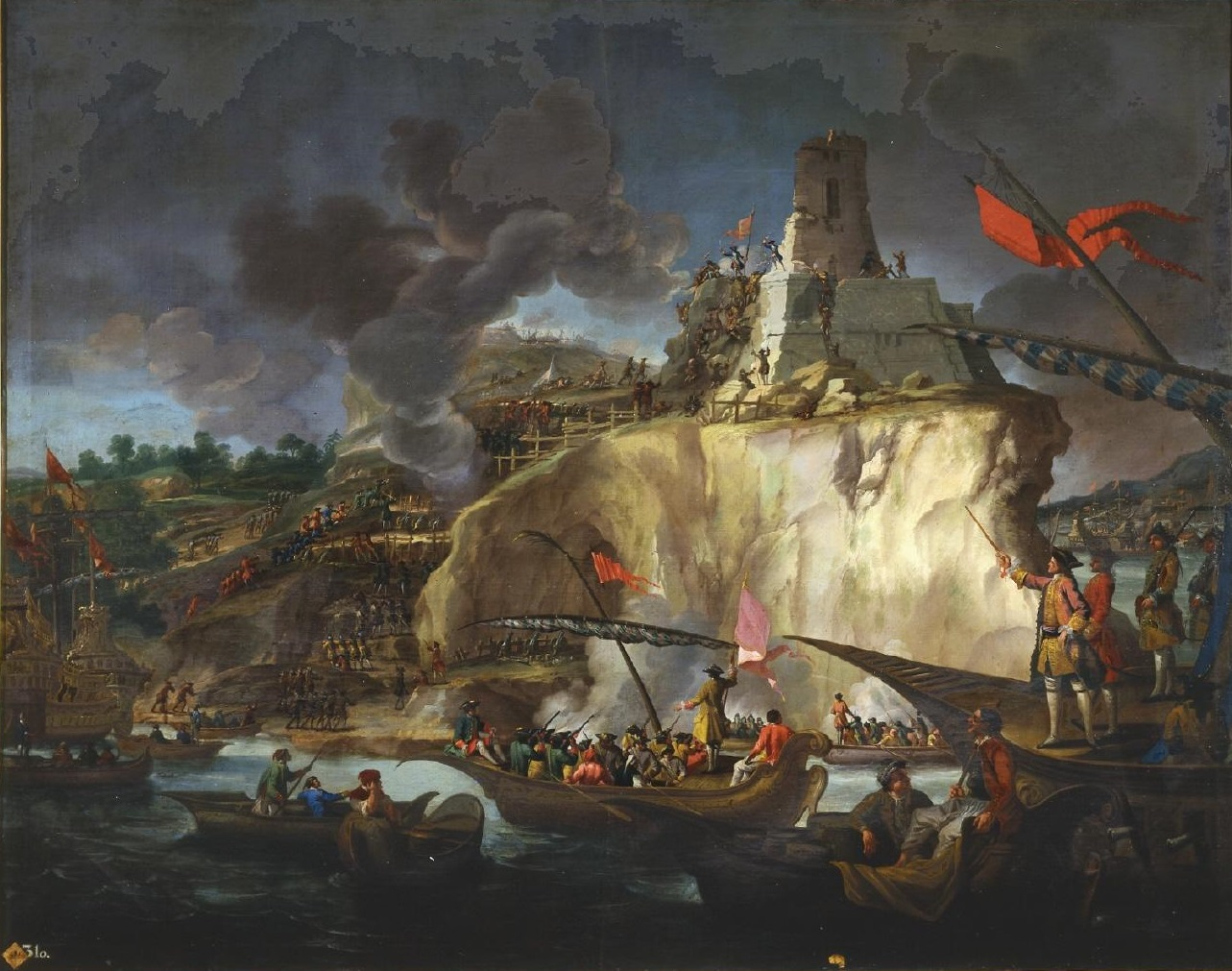
Defensa del Castillo del Morro de La Habana, 1763, óleo sobre lienzo, 166 x 210 cm, Madrid, Real Academia de Bellas Artes de San Fernando.

José Rufo (El Escorial, 1726- Madrid, 1775), fue un pintor español.

## Biografía
Discípulo de pintura de la Junta Preparatoria para la formación de la Academia de Bellas Artes, estudios que continuó después de constituirse esta definitivamente en 1752. Un año después obtuvo el segundo premio de pintura de primera clase, ganado por Francisco Casanova. Conforme a las bases del premio, Rufo presentó un óleo con el tema de La elección de Don Pelayo por Rey de España, conservado en la misma Academia, y compuso en la prueba “de repente” un dibujo a lápiz, también conservado, con la historia del sacrificio de Noé después de salir del arca.
En 1763 concurrió con la Defensa del Castillo del Morro, en La Habana, al premio extraordinario de primera clase de pintura convocado por la Academia para conmemorar la muerte heroica de Luis de Velasco y de Vicente Bassecourt, marqués de González,  en la defensa del castillo del Morro, atacado y volado por los ingleses un año antes, alzándose en esta ocasión con el primer premio, por delante de Ginés Andrés de Aguirre.